# Clowesia glaucoglossa
Clowesia glaucoglossa är en orkidéart som först beskrevs av Heinrich Gustav Reichenbach, och fick sitt nu gällande namn av Dodson. Clowesia glaucoglossa ingår i släktet Clowesia, och familjen orkidéer. Inga underarter finns listade i Catalogue of Life.